# Wojciech Tylka Suleja
Wojciech Tylka Suleja (ur. 26 lutego 1870 w Kościelisku, zm. 1 lipca 1916 w Lezhy w Albanii) – polski ratownik górski i przewodnik tatrzański, góral z Zakopanego.

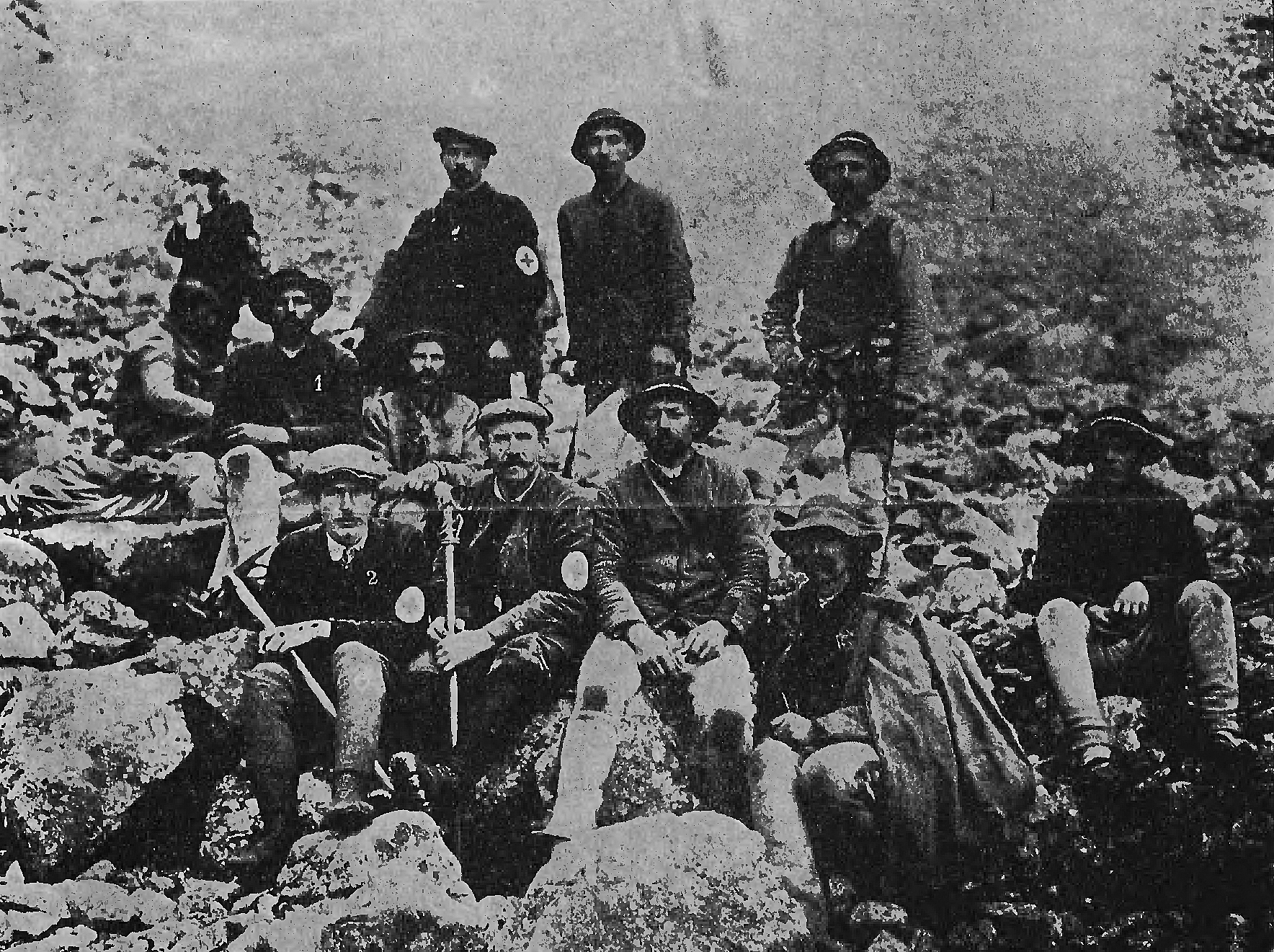
Akcja poszukiwania Stanisława Szulakiewicza w Tatrach na początku sierpnia 1910. Na zdjęciu Wojciech Tylka (1), Stanisław Zdyb (2), a obok tegoż Mariusz Zaruski

## Życiorys
Zaczął trudzić się przewodnictwem w ostatnich latach XIX wieku. Przed 1902 otrzymał uprawnienia przewodnika II klasy, a w 1903 – I klasy, po czym wyemigrował na kilka lat do Ameryki. Po powrocie w 1906 znów zajmował się przewodnictwem. W latach 1910–1911 brał udział w przewodnickich kursach narciarskich. Towarzyszył w wyprawach taternickich licznym polskim taternikom. Obok Klemensa Bachledy, Jana Bachledy Tajbra i Jędrzeja Marusarza Jarząbka należał do najlepszych przewodników tatrzańskich początku XX wieku. Od początku istnienia Tatrzańskiego Ochotniczego Pogotowia Ratunkowego (1909) należał do organizacji i uczestniczył w wyprawach ratunkowych, m.in. w 1910 po Stanisława Szulakiewicza i Klimka Bachledę na północnej ścianie Małego Jaworowego Szczytu.
Zmarł w Albanii w czasie służby wojskowej. 

## Upamiętnienie
Jego imieniem nazwane zostały Tylkowa Przełączka i Tylkowa Turniczka w pobliżu Żabiej Turni Mięguszowieckiej.
29 września 2019 w Lezhy w Albanii odbyła się uroczystość odsłonięcia tablicy pamiątkowej poświęconej przewodnikowi. Płytę z inskrypcjami w językach polskim, albańskim i angielskim, zaprojektowaną i wykonaną przez prof. Czesława Dźwigaja, odsłonili: prawnuczka Wojciecha Tylki Sulei – Joanna Gronkowska, prof. Stanisław Hodorowicz oraz ambasador RP w Albanii Karol Bachura.
Urna z ziemią pobraną z miejsca, w którym został pochowany Wojciech Tylka Suleja, została złożona na zakopiańskim cmentarzu przy ul. Nowotarskiej w dniu 26 października 2019 roku.

## Osiągnięcia taternickie
- udział w pierwszej wielodniowej wyprawie graniami tatrzańskimi od Salatyńskiego Wierchu do Cubryny (1902, z Teodorem Eichenwaldem, Ferdynandem Rabowskim i Janem Bachledą Tajbrem),
- pierwsze wejście na Cubrynkę (1902, z Eichenwaldem, Rabowskim i Bachledą Tajbrem),
- drugie wejście na Batyżowiecki Szczyt (1902, z Eichenwaldem, Rabowskim i Bachledą Tajbrem),
- drugie wejście granią od Polskiego Grzebienia na Staroleśny Szczyt (1902, z Eichenwaldem, Rabowskim i Bachledą Tajbrem),
- drugie wejście na Żabiego Konia (1906, z Januszem Chmielowskim.